# Brieskow-Finkenheerd
Brieskow-Finkenheerd es un municipio situado en el distrito de Oder-Spree, en el estado federado de Brandeburgo (Alemania), a una altitud de 35 metros. Su población a finales de 2016 era de 2300 habs. y su densidad poblacional, 170 hab/km².